# Гриньї (кантон)
Гриньї́ (фр. Grigny) — кантон у Франції, в департаменті Ессонн регіону Іль-де-Франс.

## Склад кантону
Кантон включає в себе 1 муніципалітет:
| Муніципалітет | Площа | Населення, осіб | Рік  |
| ------------- | ----- | --------------- | ---- |
| Гриньї        | 4,87  | 26637           | 2007 |

## Консули кантону
| Період    | Консул          | Посада                    |
| --------- | --------------- | ------------------------- |
| 1985—1992 | Jacques Chastel | Мер муніципалітету Гриньї |
| 1992—2011 | Claude Vazquez  | Мер муніципалітету Гриньї |

| Франція | Це незавершена стаття з географії Франції. Ви можете допомогти проєкту, виправивши або дописавши її. |